# Prosper Higiro
Prosper Higiro (Nyarubuye, districte de Kirehe, Província de l'Est (Ruanda), 28 de gener de 1961) és un polític ruandès. Dirigent del Partit Liberal, va poder escapar del genocidi de Ruanda. El 10 d'octubre de 2004 fou escollit vicepresident del Senat de Ruanda i durant un temps va ser ministre de comerç, indústria i manufactures. Es va presentar com a candidat del Partit Liberal a les eleccions presidencials ruandeses de 2010 contra Paul Kagame, a qui el propi Higiro havia donat suport a les eleccions de 2003. El seu programa electoral privilegiava notablement l'abandó de l'agricultura de subsistència a favor de la indústria agroalimentària, així com dur a terme una planificació familiar que limités el nombre de fills a tres per família. Tanmateix, només va aconseguir 68.235 vots (l'1,37 %) i fou el tercer candidat més votat.